# Без границ (организация)
Некоммерческое партнёрство «Культурный центр «Без границ» — некоммерческая организация, занимающаяся проблемами восприятия инвалидности в российском и международном обществе. Одна из специализаций центра – работа над промышленным производством функциональной и модной одежды для людей с разными видами инвалидности. «Без границ» - организатор первого в мире международного конкурса одежды и аксессуаров для людей с особенностями строения тела «Bezgrniz Couture», фестиваля «Без границ: тело, общество, культура», показов одежды для людей с инвалидностью в рамках Mercedes-Benz Fashion Week Russia и соорганизатор образовательной программы по созданию одежды для людей с инвалидностью для студентов курса «Дизайн одежды» Британской Высшей Школы Дизайна.

## История
Культурный центр «Без границ» возник как частная инициатива в 2008 году. Его основатели, Тобиас Райзнер и Янина Урусова, начали с повышения квалификации и трудоустройства специалистов с инвалидностью; вели портал для людей с ОВЗ bezgraniz.com, организовывали марафоны и путешествия, приглашали паралимпийцев из Европы проводить спортивные мастер-классы в России, организовывали международные конференции по доступности среды, проводили исследование доступности Рунета.
В 2011 и 2012 году они провели первый в мире профессиональный международный конкурс одежды и аксессуаров для людей с инвалидностью Bezgraniz Couture.
С 2010 года Культурный центр «Без границ» проводит ежегодные научно-практические конференции и круглые столы по вопросам создания одежды для людей с инвалидностью с привлечением российских и международных специалистов ведущих университетов (Иваново, Новосибирск, Санкт-Перебург, Москва, Томск, Миньо (Португалия).
С 2014 года «Без границ» совместно с Британской Высшей Школой Дизайна в Москве (БВШД) организовал и включил в основной курс для дизайнеров одежды курс по разработке одежды для людей с инвалидностью. Коллекции, создаваемые студентами в рамках курса, ложатся в основу показов на Mercedes-Benz Fashion Week Russia, а также внедряются в производство.
Культурный центр и его мероприятия неоднократно становились обладателями различных российских и международных премий в области социального предпринимательства и благотворительности. Среди наиболее почётных наград и номинаций — премии Серебряный Лучник, Ежегодный профессиональный конкурс индустрии маркетинговых услуг Серебряный Меркурий, The Moscow Times Awards, Премия Рунета, Национальная премия им. Елены Мухиной, Премия «Сноб» «Сделано в России» и другие. В марте 2015 года два проекта центра — фестиваль «Без границ: тело, общество, культура» и художественно-публицистический проект «Акрополь: как я нашел своё тело» — вошли в тридцатку лучших проектов Национальной программы Лучшие социальные проекты России.

## Деятельность

### Bezgraniz Couture
Одна из основных целей проекта — сделать частью индустрии моды представление о необходимости серийного производства одежды для людей разными видами инвалидности. В рамках проекта осуществляется разработка дизайна и конструкций адаптивной одежды и создание опытного производства; ведутся научные исследования и научно-просветительская деятельность. С 2015 года в партнерстве с Британской Высшей Школой Дизайна проводится специальный образовательный курс по созданию адаптивной одежды, встроенный в основную программу обучения студентов вечернего курса «Дизайн одежды. Базовый курс». Студенты работают над дизайном и конструкцией одежды, отвечающей потребностям людей с разными видами инвалидности. В процессе создания такой одежды студенты руководствуются пожеланиями консультантов с инвалидностью и вносят в конструкцию одежды соответствующие решения, изучая особенности строения их тела. Обязательное условие проекта - универсальный дизайн: предмет одежды, созданный для конкретного консультанта проекта, должен решать проблемы всех людей с данным видом инвалидности. Лучшие разработки ежегодно оказываются на подиуме Mercedes-Benz Fashion Week Russia.
В 2011 и 2012 году проект провел первый в мире международный конкурс одежды для людей с особенностями строения тела Bezgraniz Couture International Fashion and Accessories Award. В первом показе приняли участие дизайнеры из Германии, России, Италии, Бразилии. В 2012 году конкурс номинировался на премию журнала «Сноб» «Сделано в России» в номинации «Социальные проекты».

### Фестиваль «Без границ: тело, общество, культура»
Программу фестиваля составляют выставка «Акрополь: как я нашел свое тело», лекции, открытые диалоги и воркшопы, направленные на изменение общественного сознания по отношению к людям с инвалидностью и людей с ОВЗ по отношению к самим себе..

### Акрополь: как я нашел своё тело
Одним из самых громких событий центра стал художественно-публицистический проект «Акрополь: как я нашел своё тело». В нём приняли участие десять человек, переживших ампутацию. Проект сочетает в себе фотопанно «Акрополь» и серию фотографий с бэкстейдж съемок. Презентация проекта была приурочена к Паралимпиаде в Сочи в 2014 году.
Есть электронная музыкальная версия выставки — 3plet приложение для смартфонов, снабженное текстами о проекте, его героях и авторах. Приложение доступно для скачивания в iTunes и Google Play.
По мотивам проекта вышла книга Владислава Дорофеева «Люди с безграничными возможностями: в борьбе с собой и за себя», посвященная историям героев проекта и другим людям с несгибаемой силой духа.
В 2015 году выставка была признана лучшим проектом в области социальных коммуникаций и благотворительности Национальной премии в области развития общественных связей «Серебряный Лучник».

### Другие проекты
Под эгидой центра осуществляются и другие проекты. Один из них называется «Инопланетники». Участники проекта — люди с разной инвалидностью — делятся своими идеями, о том, как бы они обустроили жизнь на их собственных планетах.
Вместе с журналом «Сноб» центр организовал проект «Диалоги о другом» — ряд публикаций о людях с особыми физическими потребностями. Каждая публикация представляет собой диалог человека с ограниченными возможностями здоровья и человека без инвалидности. Участниками диалогов становились Линор Горалик, Вера Полозкова, Татьяна Толстая, Людмила Улицкая, Ирина Ясина и другие.